# 徳山飛行場
徳山飛行場（トッサンひこうじょう 朝鮮語: 덕산비행장）および徳山空軍基地（トッサンくうぐんきち  朝鮮語: 덕산공군기지）は朝鮮民主主義人民共和国咸鏡南道咸興市の朝鮮人民軍所属の飛行場である。光復当時は咸州郡徳山面地域にあった。
当飛行場に、朝鮮人民空軍第2航空師団の本部が置かれている。民間空港としても使われており、週一回平壌国際空港との定期便がある。

## 就航都市
| 国     | 航空会社 | 都市       | 空港         |
| ------ | -------- | ---------- | ------------ |
| 北朝鮮 | 高麗航空 | 平壌直轄市 | 平壌国際空港 |